# Pylopaguropsis
Pylopaguropsis is een geslacht van kreeftachtigen uit de klasse van de Malacostraca (hogere kreeftachtigen).

## Soorten
- Pylopaguropsis atlantica Wass, 1963
- Pylopaguropsis bellula Osawa & Okuno, 2006
- Pylopaguropsis fimbriata McLaughlin & Haig, 1989
- Pylopaguropsis furusei Asakura, 2000
- Pylopaguropsis garciai McLaughlin & Haig, 1989
- Pylopaguropsis granulata Asakura, 2000
- Pylopaguropsis keijii McLaughlin & Haig, 1989
- Pylopaguropsis laevispinosa McLaughlin & Haig, 1989
- Pylopaguropsis lemaitrei Asakura & Paulay, 2003
- Pylopaguropsis lewinsohni McLaughlin & Haig, 1989
- Pylopaguropsis magnimanus (Henderson, 1896)
- Pylopaguropsis pustulosa McLaughlin & Haig, 1989
- Pylopaguropsis speciosa McLaughlin & Haig, 1989
- Pylopaguropsis teevana (Boone, 1932)
- Pylopaguropsis vicina Komai & Osawa, 2004
- Pylopaguropsis zebra (Henderson, 1893)